# Incêndio na Secretaria de Segurança Pública do Rio Grande do Sul em 2021
O incêndio na Secretaria de Segurança Pública do Rio Grande do Sul (SSP-RS), ocorrido na cidade de Porto Alegre - RS, entre os dias 14, 15 e 16 de julho de 2021, teve como consequência o desmoronamento da parte superior do prédio, posteriormente implodido devido aos danos em sua estrutura.

## Causas
A causa exata do incêndio nunca foi determinada. No entanto, um laudo do inquérito divulgado pela Polícia Civil, em 14 de fevereiro de 2022, aponta uma sobrecarga ou um curto circuito como as causas prováveis. O documento também indica a sala onde operava a Divisão de Inteligência Penitenciária (Dipen) com provável foco inicial das chamas, mas considera o cômodo do Departamento de Segurança e Execução Penal (DSEP) como outra possibilidade.
Segundo o Instituto-Geral de Perícias (IGP), o trabalho de apuração dos fatos foi dificultado pelos riscos envolvidos e pela destruição causada pelo fogo no local de início das chamas.

## Consequências
Durante o incêndio, estavam trabalhando no prédio 50 servidores. Na unidade do estado trabalham em caráter administrativo servidores da Brigada Militar, Policia Civil, Bombeiros Militares e Guardas Penitenciários. Além do mais, na unidade eram recebidas as ligações dos números de emergência: da Brigada Militar (190), da Policia Civil (197) e dos bombeiros (193), também eram atendidas denuncias feitas através do disque-denuncia da policia civil (181). 
No local também eram monitoradas parte das câmeras da cidade de Porto Alegre e região metropolitana através do Departamento de Comando e Controle Integrado (DCCI) e o monitoramento remoto dos presidiários com tornozeleira eletrônica através da central da Superintendência dos Serviços Penitenciários (SUSEPE).

### Números de emergência
Os números de emergência foram brevemente inutilizados pelo incêndio, assim deixando de atender diversas ocorrências de Porto Alegre e região metropolitana (área de onde eram direcionadas as ligações) que poderiam estar acontecendo na madrugada do dia 15, assim foram divulgados números das delegacias da Brigada Militar para ocorrências de grau mais severo. Porem após algumas horas, o centro de atendimento de ocorrências dos bombeiros e da brigada militar foram normalizados e transferidos para a nona delegacia de polícia de Porto Alegre.
Já o disque-denuncia da polícia civil, permanece sem funcionamento, e é recomendado que as denuncias que existam flagrante sejam feitas através da brigada militar pelo numero 190, ainda é possível utilizar a central de denuncias anônimas online da polícia civil.

### Monitoramento remoto
Com a evacuação do Departamento de Comando e Controle Integrado (DCCI), cerca de 80 câmeras de Porto Alegre e região metropolitana estão inoperantes, as demais câmeras espalhadas pelas cidades estão sendo monitoradas através de centros de "backup". Estas 80 câmeras (cujas localizações não foram divulgadas), deverão ser monitoradas nos próximos dias através de centrais móveis da brigada militar. A SUSEPE informou que nas penitenciarias haviam seu próprio "backup" e os presídios seguem sendo fiscalizados normalmente.

### Prédio e documentos
O prédio ficou condenado após o incêndio, mas apenas foi implodido no dia 9 de março de 2022, após o fim das investigações. Até o momento, os servidores estão realocados em uma sede provisória, mas o governo do estado anunciou, em 19 de dezembro de 2022, o antigo prédio do Foro Regional do 4° Distrito como base para as forças gaúchas. 
O Detran-RS (Departamento de Transito do Rio Grande do Sul) que também tinha servidores que trabalhavam no prédio da SSP, registrou a perda de 95 mil processos que estavam em andamento e/ou arquivados em computadores e arquivos dentro do prédio, no qual os mesmos não poderão ser facilmente revitalizados tendo em vista a falta de um "backup".

## Vítimas
Dois bombeiros militares seguem desaparecidos, e devido ao risco de mais desabamentos, as buscas estão sendo feitas de maneira cautelosa para evitar mais acidentes. Os bombeiros estavam equipados e podem estar vivos presos em algum escombro, ou perdidos dentro da construção aguardando socorro. As demais 50 pessoas que estavam trabalhando na hora do incêndio foram prontamente evacuadas e ninguém ficou ferido.
O prédio estava com o Plano de Prevenção contra Incêndios (PPCI) em dia assim facilitando a evacuação do prédio, porém também estava em fase de aperfeiçoamento do seu sistema de prevenção a incêndios, de forma que não havia sprinklers, porém possuindo um sistema de detecção de calor e abrindo assim automaticamente os chuveiros e pias do prédio, gerando uma vazão continua de água assim evitando que partes do prédio sejam atingidas pelo incêndio. Já que a água não foi cortada, é possível que os bombeiros desaparecidos estejam presos em algum ponto de segurança do prédio (próximos ou dentro de banheiros).
Os bombeiros que faleceram são:
- Tenente Deroci de Almeida da Costa, 22 anos de corporação, estava aguardando sua aposentadoria e estava comandando o primeiro esquadrão de combate que chegou no local quando acabou desaparecendo.
- Sargento Lúcio Ubirajara Munhoz, 31 anos de corporação, o mesmo estava em sua folga porem ao ver a noticia do grande incêndio, se apresentou para combater as chamas de maneira voluntaria.